# Les Îles de l'enfer
Pour plus de détails, voir Fiche technique et Distribution.
Les Îles de l'enfer (titre original : Hell's Island) est un film américain de Phil Karlson sorti en 1955.

## Synopsis
Après que sa fiancée l'a quitté pour un autre homme, Mike Cormack, procureur général, sombre dans la dépression et l'alcool puis perd son travail. Voulant finalement se ressaisir, il est engagé comme videur dans un casino de Las Vegas. Un jour, Barzland, un criminel handicapé, lui fait une étrange proposition...

## Fiche technique
- Titre original : Hell's Island
- Réalisation : Phil Karlson
- Scénario : Maxwell Shane d'après une histoire de Jack Leonard et Martin Goldsmith
- Directeur de la photographie : Lionel Lindon
- Montage : Archie Marshek
- Costumes : Edith Head
- Production : William H. Pine et William C. Thomas
- Couleur : Technicolor
- Genre : Drame, Film noir
- Pays de production :  États-Unis
- Durée : 84 minutes (1 h 24)
- Dates de sortie :
  - États-Unis : 6 mai 1955 (New York)
  - France : 18 mai 1956 (Paris)
- Affiche : Boris Grinsson (France)

## Distribution
- John Payne (VF : Raymond Loyer) : Mike Cormack
- Mary Murphy (VF : Jacqueline Ferrière) : Janet Martin
- Francis L. Sullivan (VF : Pierre Morin) : Barzland
- Eduardo Noriega (VF : Roger Rudel) : le commissaire Peña
- Arnold Moss (VF : Jean-Henri Chambois) : Paul Armand
- Walter Reed : Lawrence
- Sándor Szabó (VF : Marcel Rainé) : Johann Torbig
- Pepe Hern (VF : Serge Lhorca) : Lalo
- Robert Cabal : Miguel
- Paul Picerni : Eduardo Martin (Martinez)
- Mario Siletti : Surgeon
- Matty Fain : Pit Boss
- Ralph Dumke (VF : Richard Francœur) : l'ivrogne du casino
- Lillian Molieri : la fille au juke-box
- Nacho Galindo (VF : Georges Hubert) : Carlos Peñasco
- Paul Regas (VF : Pierre Leproux) : le garde de la colonie pénitentiaire